# Stactobia snori
Stactobia snori är en nattsländeart som beskrevs av Schmid 1983. Stactobia snori ingår i släktet Stactobia och familjen smånattsländor. Inga underarter finns listade i Catalogue of Life.